# Црква Преноса моштију Светог оца Николаја у Мачванској Митровици
Црква Преноса моштију св. оца Николаја у Мачванској Митровици припада Епархији шабачкој Српске православне цркве. 
Црква је подигнута у периоду од 1936. до 1939. године и задужбина је Николе П. Марковића, трговца, родом из Мачванске Митровице. Храм је 22. маја 1939. године осветио Епископ Симеон Станковић.